# Akoestiek

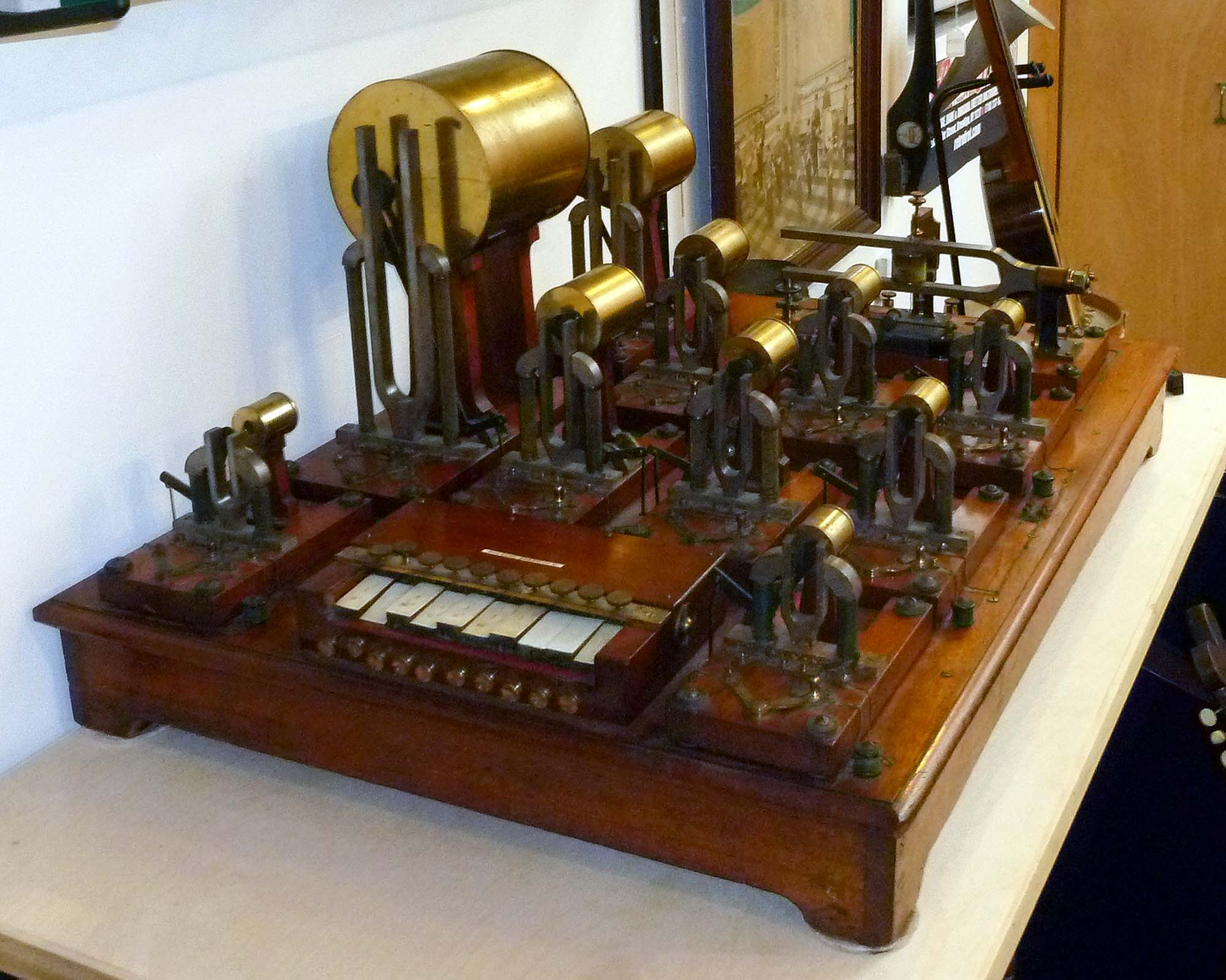
Mogelijk de eerste synthesizer, de "Max Kohl Helmholtz resonator" uit 1905. Via het toetsenbord worden met een elektrisch signaal stemvorken in trilling gebracht. Het geluid wordt versterkt door de erachter geplaatste helmholtzresonatoren, die op dezelfde frequentie zijn gestemd. Dat zijn de koperen cilinders met een gat erin. Hiermee zouden verschillende klinkers ten gehore kunnen worden gebracht via de diverse boventonen. Het apparaat is gebaseerd op verschillende principes uit de akoestiek.

Akoestiek is de wetenschap die zich bezighoudt met geluid. Het is een onderdeel van de natuurkunde. Het vakgebied akoestiek kent vele deelgebieden. 
Geluid is voor mensen en andere dieren hoorbaar als het zich door de lucht verplaatst. Geluid plant zich ook in andere gassen en vloeistoffen voort. Geluid plant zich in longitudinale golven voort. De akoestiek heeft verschillende praktische toepassingen.
Met het woord akoestiek worden ook wel akoestische eigenschappen van een ruimte bedoeld. 

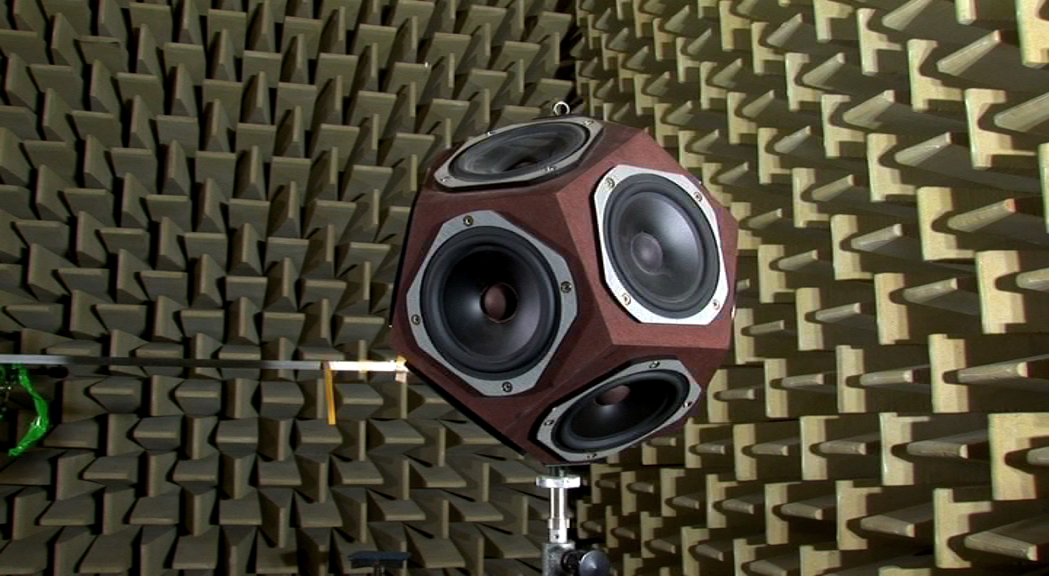
Een omnidirectionele geluidsbron, die in alle richtingen geluid kan uitstralen, geplaatst in een zogeheten dode kamer, een ruimte waarin geen geluid reflecties optreden doordat de wanden sterk absorberend zijn met puntige vormen van schuim.

Hieronder een overzicht van termen en onderwerpen uit de akoestiek.

## Basisbegrippen
- Decibel en dB(A), etmaalwaarde, Lden
- Geluidsdruk
- Geluidsgolf
- Geluidsintensiteit
- Geluidsniveau
- Geluidssnelheid
- Geluidssterkte (een slecht gedefinieerde term)
- Geluidstrilling
- Impedantie
- Infrageluid
- Laagfrequent geluid
- Lijnbron
- Luidheid
- Maximale geluidsdruk
- Optellen van geluidniveaus
- Puntbron
- Resonantie
- Ultrageluid
- Wegingscurves A en C

## Omgevingsakoestiek
- Europese Richtlijn Omgevingslawaai
- Geluidsbelasting en Lden, voorheen in de etmaalwaarde
- Geluidsgevoelige bestemming
- Geluidshinder
- Geluidsvoortplanting
- Suskast
- Verkeerslawaai

## Geluidsproductie
- Audio
- Luidspreker

## Zaalakoestiek
- Akoestisch plafond
- Architecturale akoestiek
- Concertzaal
- Elektroakoestiek
- Galm
- Helmholtzresonator
- Nagalmtijd

## Meetinstrumenten en hulpmiddelen
- Dode kamer
- Galmkamer
- Geluidssnelheidsmeter
- Geluidsniveaumeter
- Geofoon
- Hydrofoon
- Microfoon
- Microfoonarray
- Pistonfoon
- Resolutie (geluidsmeting)

## Geluidbestrijding en beïnvloeding
- Antigeluid
- Geluidsabsorptie
- Geluiddemper
- Geluidsisolatie
- Geluidsscherm

## Medische akoestiek
- Akoestische bewaking
- Audiologie

## Beeldvorming met geluid
- Echografie
- Sonar

## Muziek
- Boventoon
- Formant
- Grondtoon
- Harmonieleer
- Interval
- Microtonale muziek
- Timbre
- Tonica

## Gehoor en beleving
- Afwijkingen van het gehoor
  - Doofheid
  - Gehoorschade
  - Lawaaidoofheid
  - Ouderdomsdoofheid
  - Tinnitus
  - Ziekte van Menière
- Akoestische eigenschappen van het gehoor
  - Gehoor
  - Gehoordrempel
  - Luidheid
  - Phon
  - Pijngrens
  - Richtinghoren
  - Sone
- Oor
  - Gehoorbeentje
  - Trommelvlies
- Subjectieve eigenschappen van het gehoor
  - Geluidshinder
  - Psychoakoestiek

- Hulpmiddelen voor het gehoor
  - Cochleair implantaat
  - Gehoorbescherming
  - Hoortoestel (gehoorapparaat)

## Geschiedenis
- Lijst van akoestici
- Ontwikkeling van de geluidsmeettechniek

## Diversen
- Bioakoestiek
- Dieren en geluid
- Dopplereffect
- Echo
- Geluidsbarrière
- Heliumstem
- Kamfilter
- Sonoluminescentie
- Verstaanbaarheid van zang in de hoogste registers

bioakoestiek · geluid · decibel · dB(A) · geluidsdruk · geluidsintensiteit · geluidssnelheid · geluidsgolf · ultrageluid · laagfrequent geluid · infrageluid · puntbron · lijnbron · gehoordrempel · gehoorschade · geluidshinder · elektroakoestiek
akoestiek · astrofysica · astronomie · atoomfysica · biofysica · deeltjesfysica · elektromagnetisme · fysische chemie · fysische transportverschijnselen · geofysica · kernfysica · kwantummechanica · mathematische fysica · mechanica · medische fysica · meteorologie · metrologie · molecuulfysica · optica (fysische en geometrische optica) · plasmafysica · relativiteitstheorie · statistische thermodynamica · stromingsleer · thermodynamica · vastestoffysica